# Lepismàtids
Els lepismàtids (Lepismatidae) són una família d'insectes primitius sense ales pertanyents a l'ordre Zygentoma amb al voltant de 190 espècies descrites. La família conté els dos apterigots més familiars, el peixet d'argent (Lepisma saccharinum) i l'insecte de foc (Thermobia domestica).

## Característiques
Els lepismàtids són insectes allargats i aplanats, la majoria dels quals són carronyers. L'abdomen està normalment cobert de diminutes escates i acaba amb tres cercs o "cues" d'aproximadament la mateixa longitud. Els ulls composts són petits i ben separats.

## Taxonomia
La família Lepismatidae inclou 45 gèneres:
- Gènere Acrotelsa Escherich, 1905
- Gènere Acrotelsella Silvestri, 1935
- Gènere Afrolepisma Mendes, 1981
- Gènere Allacrotelsa Silvestri, 1935
- Gènere Anallacrotelsa Medes, 1996
- Gènere Anisolepisma Paclt, 1967
- Gènere Apteryskenoma Paclt, 1952
- Gènere Asiolepisma Kaplin, 1989
- Gènere Burmalepisma Mendes & Poinar, 2008 †
- Gènere Cretalepisma Mendes & Wunderlich, 2013 †
- Gènere Ctenolepisma Escherich, 1905
- Gènere Desertinoma Kaplin, 1992
- Gènere Gopsilepisma Irish, 1990
- Gènere Hemikulina Mendes, 2008
- Gènere Hemilepisma Paclt, 1967
- Gènere Heterolepisma Escherich, 1905
- Gènere Hyperlepisma Silvestri, 1932
- Gènere Lepisma Linnaeus, 1758
- Gènere Lepismina Gervais in Walckenaer, 1844
- Gènere Lepitrochisma Mendes, 1988
- Gènere Leucolepisma Wall, 1954
- Gènere Mirolepisma Silvestri, 1938
- Gènere Monachina Silvestri, 1908
- Gènere Mormisma Silvestri, 1938
- Gènere Namibmormisma Irish in Irish & Mendes, 1989
- Gènere Namunukulina Wygodzinsky, 1957
- Gènere Nebkhalepisma Irish, 1989
- Gènere Neoasterolepisma Mendes, 1988
- Gènere Onycholepisma Pierce, 1951 †
- Gènere Ornatilepisma Irish, 1989
- Gènere Panlepisma Silvestri, 1940
- Gènere Paracrotelsa Paclt, 1967 †
- Gènere Primacrotelsa Mendes, 2004
- Gènere Prolepismina Silvestri, 1940
- Gènere Protolepisma Mendes & Poinar, 2013 †
- Gènere Psammolepisma Irish, 1989
- Gènere Sabulepisma Irish in Irish & Mendes, 1989
- Gènere Sceletolepisma Wygodzinsky in Hanström et al., 1955
- Gènere Silvestrella Escherich, 1905
- Gènere Stylifera Stach, 1932
- Gènere Swalepisma Irish in Irish & Mendes, 1989
- Gènere Thermobia Bergroth, 1890
- Gènere Tricholepisma Paclt, 1967
- Gènere Visma Smith, Mitchell & Molero-Baltanás, 2021
- Gènere Xenolepisma Mendes, 1981